# امیت (کانزاس)
امیت (به انگلیسی: Emmett) شهری در ایالت کانزاس کشور ایالات متحده آمریکا است که جمعیت آن در سرشماری سال ۲۰۱۰ میلادی، ۱۹۱ نفر بوده‌است.